# Franklin Sousley
Franklin Runyon Sousley, né le 19 septembre 1925 et décédé le 21 mars 1945, fut l'un des six Marines américains immortalisé par Joe Rosenthal sur la photographie Raising the Flag on Iwo Jima, lors de la bataille d'Iwo Jima durant la Seconde Guerre mondiale.

## Biographie
Franklin Sousley est né à Hilltop, dans le Kentucky, deuxième des trois fils du couple Duke et Goldie Sousley. À l'âge de trois ans, son frère plus vieux de cinq ans meurt de l'appendicite. Son autre frère, Julian, nait au mois de mai 1933. Juste un an après, le père de Franklin décède du diabète à l'âge de trente cinq ans.
Sousley reçoit son ordre de conscription à l'âge de 18 ans, et décide de s'engager dans le corps de Marine des États-Unis. Après un important entraînement, il se retrouve dans la 5e division des marines dans le cadre de la bataille d'Iwo Jima. En compagnie de John Bradley, Ira Hayes, René Gagnon, Harlon Block, et Michael Strank, il aidera à la pose du drapeau des États-Unis au sommet du mont Suribachi, immortalisé dans la célèbre photographie de Joe Rosenthal.
L'importance de la photographie comme élément de promotion de la guerre fut immédiatement identifié, et une lettre fut envoyée à Sousley afin qu'il retourne aux États-Unis, dans le cadre d'une campagne de soutien à l'effort de guerre. La lettre n'arrivera pas à temps.

## Mort
Le 21 mars 1945, le soldat Sousley est atteint mortellement par un coup de feu dans le dos, d'un tireur japonais isolé, alors qu'il faisait un tour de reconnaissance de l'île. Il avait dix-neuf ans. Il fut enterré le 8 mai 1947, dans le cimetière d'Elizaville, dans le Kentucky.